# Djimon Hounsou
Djimon Gaston Hounsou (Cotonú, 24 de abril de 1964) es un actor y modelo beninés, naturalizado estadounidense, de cine y televisión. Es conocido por participar en películas como Gladiator, La isla, Diamantes de sangre e In America, habiendo sido nominado al Óscar por las dos últimas películas en la categoría de mejor actor de reparto.

## Biografía

### Comienzos
Hijo de Pierre y Albertine Hounsou. Emigró a Lyon, Francia a los 13 años con su hermano Edmond.
Abandonó la escuela un año antes de terminarla. Vivió un tiempo en la calle (durmiendo bajo puentes y comiendo de los cubos de basura) hasta que un encuentro casual con un fotógrafo llevó a Hounsou a ser presentado con el diseñador de moda Thierry Mugler, quien lo convirtió en modelo. En 1987, se convirtió en un modelo y estableció una carrera en París. Se trasladó a Estados Unidos en 1990. El modelaje lo llevó a la actuación.
Hounsou se naturalizó ciudadano de los EE. UU. en 2005, y actualmente reside en Los Ángeles. Renunció a su ciudadanía de Benín, por lo que optó por convertirse en un ciudadano dual de Benín y los Estados Unidos. (Según MediaTakeOut.com).
Djimon empezó una relación en 2007 con Kimora Lee Simmons (quien en enero del 2009 formalizo su divorcio con Russell Simmons). El 30 de mayo de 2009, Simmons dio a luz a su hijo, Kenzo Lee Hounsou, al parecer porque el nombre "Kenzo" significa "tres" (tercer hijo de Kimora).  Hounsou y Simmons visitaron a la familia de Hounsou en su Benín natal en el verano de 2008, donde ambos participaron en una ceremonia de compromiso tradicional. La pareja fue adornada con ropa tradicional y se utiliza la ceremonia, en presencia de la familia Hounsou, para solidificar que están "dedicados el uno al otro 100%". Los dos, sin embargo, hicieron hincapié en que la ceremonia no era una boda. En el debut del show de Kimora Lee Simmons, "Life in the Fab Lane", Hounsou fue anunciado como su marido. Hounsou y Simmons, que nunca se casaron legalmente en los Estados Unidos, anunciaron su separación en noviembre de 2012.
Hounsou es propietario de una mansión en Playa del Rey (en el área de Los Ángeles).

## Trayectoria profesional
Su primera aparición en la pantalla fue en 1990, en el vídeo de Janet Jackson Love Will Never Do (Without You), que coprotagonizó Antonio Sabato, Jr.. También participó en el vídeo I Don't Wanna Lose You de Tina Turner y en Straight Up de Paula Abdul.
Hounsou debutó en el cine a los 25 años en la comedia musical de Sandra Bernhard Without You I’m Nothing (1990), y trabajó en televisión en el capítulo Clase de Beverly Hills (1990) de la serie Beverly Hills, 90210 (titulada en España Sensación de vivir). En 1994 realizó un pequeño papel en la película de ciencia ficción Stargate y en 1999 actuó en seis capítulos de ER como Mobalage Ikabo, un refugiado de Nigeria (su país, Benín, comparte su frontera más larga con Nigeria). Además tuvo un papel protagónico invitado en la serie Alias.
Recibió muy buenas críticas y una nominación a los premios Globos de Oro por su papel como Joseph Cinqué en la película de Steven Spielberg titulada Amistad (1997). Debido a que su personaje hablaba mendé (el idioma de Sierra Leona) como lengua materna, Hounsou tuvo que aprender a hablarlo.
Se hizo más conocido como Juba, un gladiador africano en la película Gladiator (2000).
En 2003 fue nominado para el premio Óscar al mejor actor de reparto por En América, convirtiéndose en el cuarto hombre africano en ser nominado a un Oscar. Ese mismo año, Charlize Theron, actriz sudafricana, fue nominada a Mejor Actriz y ganó por su trabajo en Monster, y fue la primera vez que un hombre africano y una mujer africana fueron nominados para un Premio Óscar en el mismo año.
En 2002 protagonizó un anuncio comercial de Gap dirigido por Peter Lindbergh, bailó en una versión de la canción Boom boom (de John Lee Hooker) por Baba Oje (del grupo de hip hop Arrested Development).
En 2005 tuvo un papel secundario en la película La Isla junto a Ewan McGregor y Scarlett Johansson, donde tenía el papel de un mercenario privado que fue contratado para asesinar a los protagonistas para cubrir las violaciones de los derechos humanos que hizo la empresa que lo contrató, al final su ética y el recuerdo de su pueblo le hicieron cambiar de idea y termina ayudando a los protagonistas.
A mediados de 2005 se asoció con el músico de rock Bono para comenzar una nueva campaña para que los científicos africanos retornen a sus países de origen.
Durante la filmación de Diamante de sangre (2006), un asaltante lo amenazó con un arma. Hounsou asegura que el actor Leonardo DiCaprio (el protagonista del filme) le salvó la vida poniéndose en medio de ambos y calmando al agresor. En 2006, por su actuación en Diamante de sangre, ganó el premio National Board of Review por mejor actor de reparto; y recibió nominaciones para los Premios Óscar, la Broadcast Film Critics Association y los Premios del Sindicato de Actores.
Hounsou también actuó en un papel secundario en la película de ciencia ficción de 2009 Push, como el agente Henry Carver.
En 2011, interpretó a un comando francés en la película francesa Forces spéciales.
El director Tim Story mencionó recientemente a IGN que si hiciera una tercera película de Los cuatro fantásticos, le gustaría tener a Hounsou como Pantera Negra.
También David Jaffe expresó interés en ver a Hounsou interpretar el héroe Kratos, protagonista de una película basada en el exitoso videojuego God of War. Hounsou ha firmado para interpretar Abdiel en la versión cinematográfica del Paraíso perdido de John Milton con Benjamin Walker y Bradley Cooper.

### Modelaje
El 24 de febrero de 2007, la firma Calvin Klein anunció que Hounsou sería su nuevo modelo de ropa interior. Modelos anteriores fueron por ejemplo el futbolista Fredrik Ljungberg y el actor estadounidense Mark Wahlberg.

## Filantropía
Hounsou se comprometió con la organización SOS Children’s Villages mientras filmaba Diamantes de sangre, en Mozambique, con Leonardo DiCaprio. Actualmente ha firmado con la empresa francesa Cartier para diseñar un brazalete de caridad para continuar apoyando a los niños SOS Children's Villages en Mozambique. Una porción de las ganancias de cada brazalete se dirige a establecer familias para huérfanos de todo el mundo. Hounsou es embajador mundial del grupo de ayuda Oxfam.

## Filmografía

### Cine
| Año  | Título                                     | Rol                         | Ref.   |
| ---- | ------------------------------------------ | --------------------------- | ------ |
| 1990 | Without You I'm Nothing                    | Exnovio                     |        |
| 1992 | Unlawful Entry                             | Prisionero                  |        |
| 1993 | Killing Zoe                                | Moïse (Voz)                 |        |
| 1994 | Stargate                                   | Horus Guard                 |        |
| 1997 | The Small Hours                            |                             |        |
| 1997 | Ill Gotten Gains                           | Fyah                        |        |
| 1997 | Amistad                                    | Cinque                      |        |
| 1998 | El Misterio de las profundidades           |                             |        |
| 2000 | Gladiator                                  | Juba                        |        |
| 2001 | The Tag (Cortometraje)                     |                             |        |
| 2002 | Le Boulet/Dead Weight                      | Detective Youssouf          |        |
| 2002 | Las cuatro plumas                          | Abou Fatma                  |        |
| 2002 | In America                                 | Mateo                       |        |
| 2002 | Heroes                                     | Hombre Misterioso           |        |
| 2003 | Biker Boyz (Cortometraje)                  | Motherland                  |        |
| 2003 | Lara Croft Tomb Raider: La cuna de la vida | Kosa                        |        |
| 2004 | Blueberry, la experiencia secreta          | Woodhead                    |        |
| 2005 | Constantine                                | Midnite                     |        |
| 2005 | Salón de Belleza                           | Joe                         |        |
| 2005 | La Isla                                    | Albert Laurent              |        |
| 2006 | Diamante de sangre                         | Solomon Vandy               |        |
| 2006 | Eragon                                     | Ajihad                      |        |
| 2008 | Rompiendo las reglas                       | Jean Roqua                  |        |
| 2009 | Push                                       | Henry Carver                |        |
| 2010 | La Tempestad                               | Caliban                     |        |
| 2011 | Elephant White                             | Curtie Church               |        |
| 2011 | Forces spéciales                           | Kovax                       |        |
| 2013 | The Seventh Son                            | Radu                        |        |
| 2013 | Baggage Claim                              | Quinton                     |        |
| 2014 | Guardianes de la galaxia                   | Korath, el Perseguidor      |        |
| 2014 | The Lion's Share                           | Samakab Roble               |        |
| 2014 | Cómo entrenar a tu dragón 2                | Drago Bludvist (Voz)        |        |
| 2015 | Furious 7                                  | Mose Jakande                |        |
| 2015 | AIR                                        | Cartwright                  |        |
| 2015 | Seventh Son                                | Radu                        |        |
| 2015 | Exorcismo en el Vaticano                   | Vicario Imaní               |        |
| 2016 | La leyenda de Tarzán                       | Chief Mbonga                |        |
| 2017 | El Rey Arturo: La leyenda de la espada     | Bedivere                    |        |
| 2017 | Same Kind of Different as Me               | Deber Moore                 |        |
| 2018 | Aquaman                                    | Rey Fisherman               |        |
| 2019 | Serenity                                   | Duke                        | [ 8 ]  |
| 2019 | Shazam!                                    | Shazam, el mago             | [ 9 ]  |
| 2019 | Capitana Marvel                            | Korath, el Perseguidor      |        |
| 2019 | Charlie's Angels                           | Bosley                      |        |
| 2021 | A Quiet Place Part II                      | El hombre de la isla        |        |
| 2021 | The King's Man                             | Shola                       | [ 10 ] |
| 2023 | Shazam! Fury of the Gods                   | Shazam, el mago             | [ 11 ] |
| 2023 | Gran Turismo                               | Steve Mardenborough         |        |
| 2023 | Rebel Moon - Part 1: A Child of Fire       | Titus                       |        |
| 2024 | Rebel Moon – Part Two: The Scargiver       | Titus                       |        |
| 2024 | Gladiator 2                                | Juba                        |        |
| 2024 | A Quiet Place: Day One                     | Henri, el hombre de la isla |        |

### Televisión
| Año  | Título               | Rol                                   | Notas                              |
| ---- | -------------------- | ------------------------------------- | ---------------------------------- |
| 1990 | Beverly Hills, 90210 | Portero de discoteca                  | Episodio: "Class of Beverly Hills" |
| 1999 | ER                   | Mobalage Ikabo                        |                                    |
| 2000 | Los Thornberrys      | Aldeano                               | Episodio: "Luck Be an Aye-Aye"     |
| 2000 | The Middle Passage   | Narrador en la versión estadounidense | Documental                         |
| 2001 | Soul Food            | Victor Onuka                          | Episodio: "Games People Play"      |
| 2004 | Alias                | Kazari Bomani                         | Temporada 3                        |
| 2010 | Black Panther        | Pantera Negra / T'Challa              | Miniserie                          |
| 2016 | Wayward Pines        | CJ Mitchum                            | Temporada 2                        |
| 2021 | What If...?          | Korath, el perseguidor                | Voz                                |

## Premios y nominaciones
Premios Óscar
| Año  | Categoría              | Película           | Resultado |
| ---- | ---------------------- | ------------------ | --------- |
| 2004 | Mejor actor de reparto | In America         | Nominado  |
| 2007 | Mejor actor de reparto | Diamante de sangre | Nominado  |

Premios Globo de Oro
| Año  | Categoría           | Película | Resultado |
| ---- | ------------------- | -------- | --------- |
| 1997 | Mejor actor - Drama | Amistad  | Nominado  |

Premios del Sindicato de Actores
| Año  | Categoría              | Película           | Resultado |
| ---- | ---------------------- | ------------------ | --------- |
| 2001 | Mejor reparto          | Gladiator          | Nominado  |
| 2003 | Mejor reparto          | In America         | Nominado  |
| 2006 | Mejor actor de reparto | Diamante de sangre | Nominado  |

| Año  | Premio                                                  | Categoría                                           | Título             | Resultado |
| ---- | ------------------------------------------------------- | --------------------------------------------------- | ------------------ | --------- |
| 1998 | Premios de la Asociación de Críticos de Cine de Chicago | Actor más Prometedor                                | Amistad            | Nominado  |
| 1998 | Satellite Awards                                        | Mejor Actuación de un Actor en una Película - Drama | Amistad            | Nominado  |
| 1998 | Image Awards                                            | Mejor Actor Principal en una Película               | Amistad            | Ganador   |
| 2001 | Blockbuster Entertainment Awards                        | Mejor Actor de Reparto                              | Gladiator          | Nominado  |
| 2003 | San Diego Film Critics Society Awards                   | Mejor Actor de Reparto                              | In America         | Ganador   |
| 2004 | Black Reel Awards                                       | Mejor Actor de Reparto                              | In America         | Ganador   |
| 2004 | Image Awards                                            | Mejor Actor de Reparto                              | In America         | Nominado  |
| 2004 | Premios Independent Spirit                              | Mejor Actor de Reparto                              | In America         | Ganador   |
| 2004 | Satellite Awards                                        | Mejor Actor de Reparto-Drama                        | In America         | Ganador   |
| 2004 | ShoWest Convention                                      | Actor de Reparto del Año                            |                    | Ganador   |
| 2006 | Dallas-Fort Worth Film Critics Association Awards       | Mejor Actor de Reparto                              | Diamante de sangre | Nominado  |
| 2006 | Las Vegas Film Critics Society Awards                   | Mejor Actor de Reparto                              | Diamante de sangre | Ganador   |
| 2006 | Consejo Nacional de Crítica de Cine                     | Mejor Actor de Reparto                              | Diamante de sangre | Ganador   |
| 2006 | Washington D. C. Area Film Critics Association Awards   | Mejor Actor de Reparto                              | Diamante de sangre | Ganador   |
| 2007 | Image Awards                                            | Mejor Actor de Reparto                              | Diamante de sangre | Ganador   |
| 2007 | Broadcast Film Critics Association Awards               | Mejor Actor de Reparto                              | Diamante de sangre | Nominado  |
| 2007 | Black Reel Awards                                       | Mejor Actor de Reparto                              | Diamante de sangre | Ganador   |